# Премьер-министр Украины
Премье́р-мини́стр Украи́ны (укр. Прем’єр-міністр України) — глава Кабинета министров Украины, высшего органа исполнительной власти Украины. Назначается и освобождается от должности Верховной радой Украины.

## Назначение и снятие с должности
Премьер-министр назначается и освобождается решением Верховной рады Украины. Кандидатуру на должность премьер-министра Верховная рада утверждает по представлению Президента, которое им вносится по предложению коалиции депутатских фракций в Верховной Раде.
Премьер-министр, как и любой другой член Кабинета министров, может подать в отставку добровольно. Верховная рада имеет право отправить премьер-министра в отставку, выразив ему вотум недоверия. Президент Украины может предложить Верховной Раде отправить Премьер-министра в отставку.

## Полномочия
Премьер-министр руководит работой Кабинета министров Украины и подписывает постановления правительства.
Кроме того, премьер-министр представляет в Верховную Раду Украины кандидатуры Кабинета Министров Украины, а также предлагает на рассмотрение Президенту кандидатуры руководителей региональных администраций.
Глава правительства несёт ответственность за исполнение указа правительства вместе с профильным министром.

## Премьер-министры Украины
|                 | Фотография        | Имя                             | Срок                                                                      | Примечания |  |
| --------------- | ----------------- | ------------------------------- | ------------------------------------------------------------------------- | --- |  |
| 1               | Витольд Фокин     | Витольд Фокин (1932—2025)       | 24 августа 1991 — 1 октября 1992                                          | Ушёл на пенсию. |  |
| И. о.           |                   | Валентин Симоненко (р. 1940)    | 2—12 октября 1992                                                         | И. о. премьер-министра |  |
| 2               | Леонид Кучма      | Леонид Кучма (р. 1938)          | 13 октября 1992 — 21 сентября 1993                                        | Подал прошение об отставке в Верховную Раду. |  |
| И. о.           | Ефим Звягильский  | Ефим Звягильский (1933—2021)    | 22 сентября 1993 — 15 июня 1994                                           | И. о. премьер-министра 27 сентября 1993 президент Леонид Кравчук возглавил кабинет министров до июня 1994 года. |  |
| 3               | Виталий Масол     | Виталий Масол (1928—2018)       | 16 июня 1994 — 6 марта 1995                                               | В отпуске: 6 марта — 4 апреля 1995. Ушёл на пенсию. 4 апреля 1995 Верховная Рада вынесла вотум недоверия. |  |
| 4               | Евгений Марчук    | Евгений Марчук (1941—2021)      | 6 марта — 7 июня 1995 8 июня 1995 — 27 мая 1996                           | Назначен (постановление) и снят с должности (постановление) президентом Кучмой. |  |
| 5               | Павел Лазаренко   | Павел Лазаренко (р. 1953)       | 28 мая 1996 — 18 июня 1997                                                | Назначен президентом Кучмой. Находился в отпуске по болезни с 19 июня по 2 июля 1997 года, пока не была принята его отставка. |  |
| И. о.           | Василий Дурдинец  | Василий Дурдинец (р. 1937)      | 19 июня — 16 июля 1997                                                    | И. о. премьер-министра |  |
| 6               |                   | Валерий Пустовойтенко (р. 1947) | 16 июля 1997 — 30 ноября 1999 30 ноября — 22 декабря 1999                 | Утверждён минимальным количеством голосов — 226 (при необходимых 226). Ушёл в отставку в соответствии с Конституцией Украины при втором вступлении в должность президента Кучмы. После внесения в парламент его кандидатуры на должность премьер-министра вновь вступившим в должность президентом Кучмой, не получил поддержки парламента. |  |
| 7               | Виктор Ющенко     | Виктор Ющенко (р. 1954)         | 22 декабря 1999 — 28 апреля 2001 28 апреля — 29 мая 2001                  | Ушёл в отставку в результате вотума недоверия. |  |
| 8               | Анатолий Кинах    | Анатолий Кинах (р. 1954)        | 29 мая 2001 — 16 ноября 2002 16—21 ноября 2002                            | Снят с должности президентом Кучмой. |  |
| 9               | Виктор Янукович   | Виктор Янукович (р. 1950)       | 21 ноября 2002 — 5 января 2005                                            | 1 декабря 2004 Верховная Рада выразила недоверие Кабинету Министров. Согласно ст. 115 Конституции Украины в связи с выражением недоверия премьер-министр обязан подать Президенту Украины заявление об отставке Кабинета Министров. 31 декабря 2004 года Янукович подал в отставку, которая была принята президентом Кучмой 5 января 2005 года. |  |
| И. о.           | Николай Азаров    | Николай Азаров (р. 1947)        | 7—28 декабря 2004                                                         | И. о. премьер-министра во время отпуска Януковича. |  |
| И. о.           | Николай Азаров    | Николай Азаров (р. 1947)        | 5—24 января 2005                                                          | И. о. премьер-министра. Объявил об отставке Кабинета Министров в соответствии с Конституцией Украины при вступлении в должность президента Виктора Ющенко |  |
| 10              | Юлия Тимошенко    | Юлия Тимошенко (р. 1960)        | 24 января — 4 февраля 2005 4 февраля — 8 сентября 2005                    | Утверждена рекордно высоким числом голосов (373 при необходимых 226). Отправлена в отставку президентом Ющенко: постановление. |  |
| 11              | Юрий Ехануров     | Юрий Ехануров (р. 1948)         | 8—21 сентября 2005 22 сентября 2005 — 26 мая 2006 26 мая — 4 августа 2006 | Утверждён парламентом со второй попытки (289 голосов). В ходе первого голосования (20 сентября 2005 года) не хватило трёх голосов для утверждения (223 при необходимых 226). 10 января 2006 года правительству был объявлен вотум недоверия; следующий созыв Верховной рады отозвал это решение (постановление). Кабинет министров в соответствии с Конституцией Украины сложил полномочия на первом заседании Верховной Рады нового созыва. Продолжал исполнять обязанности вплоть до утверждения премьером Януковича.           |  |
| 12 (второй раз) | Виктор Янукович   | Виктор Янукович (р. 1950)       | 4 августа 2006 — 18 декабря 2007                                          | Утверждён Верховной радой 271 голосами против 9: постановление. Кабинет министров в соответствии с Конституцией Украины сложил полномочия на первом заседании Верховной Рады нового созыва. Исполнял обязанности до утверждения премьером Тимошенко. |  |
| 13 (второй раз) | Юлия Тимошенко    | Юлия Тимошенко (р. 1960)        | 18 декабря 2007 — 3 марта 2010 3— 11 марта 2010 (де-юре и. о.)            | Утверждена парламентом (постановление) со второй попытки (в поимённом голосовании, проведённом без участия электронной системы, приняли участие 227 депутатов из 450). Тимошенко набрала 226 (при необходимых 226) голосов «За» при одном воздержавшемся. В ходе первого голосования (11 декабря 2007 года) не хватило одного голоса (225 при необходимых 226). При этом два депутата заявили, что они приняли участие в голосовании и голосовали «За», однако электронная система голосования на их рабочих местах не сработала. |  |
| 14              | Николай Азаров    | Николай Азаров (р. 1947)        | 11 марта 2010 — 28 января 2014                                            | Ушёл в отставку 28 января 2014 года. |  |
| И. о.           | Сергей Арбузов    | Сергей Арбузов (р. 1976)        | 28 января — 27 февраля 2014                                               | И. о. премьер-министра |  |
| 15              | Арсений Яценюк    | Арсений Яценюк (р. 1974)        | 27 февраля 2014 — 14 апреля 2016                                          | Утверждён Верховной радой Украины голосами 371 народных депутатов. 24 июля 2014 года объявил о своей отставке. 31 июля 2014 года Верховная Рада не утвердила отставку (16 депутатов из 226 высказались за). |  |
| 16              | Владимир Гройсман | Владимир Гройсман (р. 1978)     | 14 апреля 2016 — 29 августа 2019                                          | Утверждён Верховной радой Украины 239 голосами депутатов. |  |
| 17              | Алексей Гончарук  | Алексей Гончарук (р. 1984)      | 29 августа 2019 — 4 марта 2020                                            | Утверждён Верховной Радой Украины 290 голосами депутатов. 4 марта 2020 года ушёл в отставку, что было утверждено Верховной Радой. |  |
| 18              | Денис Шмыгаль     | Денис Шмыгаль (р. 1975)         | 4 марта 2020 — 16 июля 2025                                               | Назначен на внеочередном заседании Верховной Рады 4 марта. За него проголосовал 291 депутат. 15 июля 2025 года подал заявление об своей отставке, что было утверждено 16 июля 2025 года Верховной Радой. |  |
| 19              | Юлия Свириденко   | Юлия Свириденко(р. 1985)        | с 17 июля 2025                                                            | 17 июля 2025 года назначена премьер-министром Украины голосами 262 депутатов после голосования в Верховной Раде. |  |

## Ныне живущие бывшие премьер-министры
По состоянию на 2025 год живы шестнадцать бывших премьер-министров Украины.
| Премьер-министр       | Срок полномочий       | Дата рождения    | Возраст |
| --------------------- | --------------------- | ---------------- | ------- |
| Валентин Симоненко    | 1992                  | 4 июля 1940      | 85 лет  |
| Леонид Кучма          | 1992—1993             | 9 августа 1938   | 86 лет  |
| Павел Лазаренко       | 1996—1997             | 23 января 1953   | 72 года |
| Василий Дурдинец      | 1997                  | 27 сентября 1937 | 88 лет  |
| Валерий Пустовойтенко | 1997—1999, 1999       | 23 февраля 1947  | 78 лет  |
| Виктор Ющенко         | 1999—2001, 2001       | 23 февраля 1954  | 71 год  |
| Анатолий Кинах        | 2001—2002, 2002       | 4 августа 1954   | 70 лет  |
| Виктор Янукович       | 2002—2005, 2006—2007  | 9 июля 1950      | 75 лет  |
| Николай Азаров        | 2004, 2005, 2010—2014 | 17 декабря 1947  | 77 лет  |
| Юлия Тимошенко        | 2005, 2007—2010       | 27 ноября 1960   | 64 года |
| Юрий Ехануров         | 2005, 2005—2006, 2006 | 23 августа 1948  | 76 лет  |
| Сергей Арбузов        | 2014                  | 24 марта 1976    | 49 лет  |
| Арсений Яценюк        | 2014—2016             | 22 мая 1974      | 51 год  |
| Владимир Гройсман     | 2016—2019             | 20 января 1978   | 47 лет  |
| Алексей Гончарук      | 2019—2020             | 7 июля 1984      | 41 год  |
| Денис Шмыгаль         | 2020—2025             | 15 октября 1975  | 49 лет  |

Последним 20 марта 2025 года в возрасте 92 года скончался Витольд Фокин (1-й премьер-министр в 1991—1992 годах).

## Срок полномочий
Информация проверена на 18 июля 2025 года:
| №  | Председатель Правительства | Срок полномочий  | Примечания                                                    |
| -- | -------------------------- | ---------------- | ------------------------------------------------------------- |
| 1  | Денис Шмыгаль              | 5 лет 134 дней   |                                                               |
| 2  | Николай Азаров             | 3 года 361 день  | 7—28 декабря 2004 года, 5—24 января 2005 года — и. о.         |
| 3  | Виктор Янукович            | 3 года 181 день  | 23 ноября — 18 декабря 2007 года — и. о.                      |
| 4  | Владимир Гройсман          | 3 года 136 дней  |                                                               |
| 5  | Юлия Тимошенко             | 2 года 309 дней  | 24 января — 4 февраля 2005 года, 3—11 марта 2010 года — и. о. |
| 6  | Валерий Пустовойтенко      | 2 года 158 дней  | 30 ноября — 22 декабря 1999 года — и. о.                      |
| 7  | Арсений Яценюк             | 2 года 48 дней   |                                                               |
| 8  | Анатолий Кинах             | 1 год 175 дней   | 16 ноября — 21 ноября 2001 года — и. о.                       |
| 9  | Виктор Ющенко              | 1 год 159 дней   | 28 апреля — 29 мая 2001 года — и. о.                          |
| 10 | Евгений Марчук             | 1 год 82 дня     | 6 марта — 7 июня 1995 года — и. о.                            |
| 11 | Павел Лазаренко            | 1 год 21 дня     |                                                               |
| 12 | Витольд Фокин              | 1 год 14 дней    |                                                               |
| 13 | Леонид Кучма               | 343 дня          |                                                               |
| 14 | Юрий Ехануров              | 330 дней         | 8—21 сентября 2005 года, 26 мая — 4 августа 2006 года — и. о. |
| 15 | Ефим Звягильский           | 266 дней         | И. о.                                                         |
| 16 | Виталий Масол              | 263 дня          |                                                               |
| 17 | Алексей Гончарук           | 188 дней         |                                                               |
| 18 | Сергей Арбузов             | 30 дней          | И. о.                                                         |
| 19 | Василий Дурдинец           | 27 дней          | И. о.                                                         |
| 20 | Валентин Симоненко         | 10 дней          | И. о.                                                         |
| 21 | Юлия Свириденко            | Сейчас ( 1 день) |                                                               |